# Kick (album INXS)
Kick – szósty album studyjny australijskiego zespołu rockowego INXS. Wydany 19 października 1987 roku przez wytwórnię Mercury Records (w Wielkiej Brytanii) oraz przez Atlantic Records (w USA).

## Lista utworów
1. "Guns In the Sky" (2:21)
2. "New Sensation" (3:39)
3. "Devil Inside" (5:14)
4. "Need You Tonight" (3:01)
5. "Mediate" (2:36)
6. "The Loved One" (3:37)
7. "Wild Life" (3:10)
8. "Never Tear Us Apart" (3:05)
9. "Mystify" (3:17)
10. "Kick" (3:14)
11. "Calling All Nations" (3:02)
12. "Tiny Daggers" (3:38)

- W roku 2004 wydano dwupłytowe Deluxe Edition płyty, na której dodatkowo, oprócz dwunastu głównych utworów znalazły się następujące:

1. "Move On"
2. "I'm Coming (Home)" (4:51)
3. "On The Rocks" (3:08)
4. "Mystify (Chicago Demo)" (4:08)
5. "Jesus Was A Man (Demo/Outtakes)" (6:08)
6. "The Trap (Demo)" (2:31)
7. "New Sensation (Nick 12" Mix)" (6:32)
8. "Guns In The Sky (Kick Ass Remix)" (6:03)
9. "Need You Tonight (Mendelson Extended Mix)" 7:15
10. "Mediate (Live From America)" (3:53)
11. "Never Tear Us Apart (Live From America)" (3:37)
12. "Kick (Live From America)" (3:48)

## Single
- "Need You Tonight" (X 1987)
- "New Sensation" (XII 1987)
- "Devil Inside" (II 1988)
- "Never Tear Us Apart" (VIII 1988)
- "Mystify" (III 1989)